# 照光真
照光 真（てるみつ まこと、1960年11月 - ）は日本の歯科医師で、北海道医療大学歯学部歯科麻酔学分野教授。元新潟テレビ21アナウンサー。

## 略歴
早稲田大学第一文学部を卒業後、1983年の開局と同時に新潟テレビ21に入社。同期は近正仁。医療関係に従事するため、1995年に退社。その後、2001年に新潟大学歯学部卒業、2005年に新潟大学医歯学総合研究科博士課程修了。2005年4月、附属統合脳機能研究センター助手に就任、助教を経て2008年5月より准教授。2017年8月、北海道医療大学歯学部歯科麻酔学分野教授に就任。

## 新潟テレビ21アナウンサー時代
- NT21ニュース
- 照光まことの土曜スタジオ
- NT21ニュースレーダー
- ニュースポート21
- NT21ニュースシャトル
- NT21 600ステーション
- ニュースステーション - 第1回放送にて村上市内の割烹から鮭の中継リポート